# Lista generației I de Pokémon
Acest articol acoperă numai noțiunile de bază ale speciilor Pokémon. Pentru informații detaliate în univers, vă rugăm să consultați wiki-urile dedicate subiectului.

Logo internațional pentru franciza Pokémon

Prima generație (Generația I) a francizei Pokémon prezintă cele 151 de creaturi fictive introduse inițial în jocurile Game Boy din 1996, Pokemon Red and Blue. 
Următoarea listă detaliază 151 Pokémon din Generația I în ordinea numerotării lor în Pokédex-ul național - o enciclopedie electronică în joc care furnizează diverse informații despre Pokémon. Primul Pokemon, Bulbasaur, este numărul 001 iar ultima, Mew, este numărul 151. Formele alternative care au ca rezultat schimbările de tip și Mega Evolutions (introduse mai târziu în Generația 6) sunt incluse pentru comoditate.

## Design și dezvoltare
Toți cei 151 de Pokémon de la Generația I au fost proiectați de Ken Sugimori. Majoritatea Pokemonilor din această generație aveau desene relativ simple și erau foarte asemănătoare cu creaturile din viața reală incluzând dar fără a se limita la acestea: Pidgey (un porumbel), Rattata (șobolan), Ekans (șarpe) și Seel (o focă) . Mulți Pokémon din jocurile originale au servit drept bază pentru repetarea conceptelor din seria ulterioară.
Pokémon Soarele și Luna au introdus „Formele Alola” la diverși Pokemoni din generația I. Aceste versiuni trebuie să reprezinte „diferitele microclimate din regiunea Alola”. Versiunile Alolan ale lui Pokémon precum Vulpix și Exeggutor au apariții și tipuri diferite și au fost introduse alături de generația VII Pokémon. Alex Hern de la The Guardian a sugerat că dezvoltatorii probabil au decis să reprogrameze diverse generații din generația I Pokémon, deoarece, potrivit lui, „legătura fanilor cu originalul 150 Pokémon este la fel de puternică cum a fost vreodată, în timp ce numărul de oameni care pot face diferența între Pancham și Swirlix este mult mai mic.”

## Lista Pokémon
| Nume englezesc | Nume japonez           | Număr Pokédex Național | Tipuri    | Tipuri   | Evoluează în                      | Prima apariție | Note |
| Nume englezesc | Nume japonez           | Număr Pokédex Național | Principal | Secundar | Evoluează în                      | Prima apariție | Note |
| -------------- | ---------------------- | ---------------------- | --------- | -------- | --------------------------------- | -------------- | --- |
| Bulbasaur      | Fushigidane            | 1                      | Iarbă     | Otravă   | Ivysaur (#002)                    | Red and Blue   | Recepția Bulbasaur a fost în mare parte pozitivă și apare adesea în „lista Pokémonilor de top”.Numele englezesc este un cuvânt telescopat de la "bulb" și "dinosaur". |
| Ivysaur        | Fushigisou             | 2                      | Iarbă     | Otravă   | Venusaur (#003)                   | Red and Blue   | Personaj redat în Super Smash Bros. Brawl și Super Smash Bros. Ultimate. Numele său englez este un cuvânt telescopat de la „ivy” și „dinosaur”. |
| Venusaur       | Fushigibana            | 3                      | Iarbă     | Otravă   | Mega Evolution                    | Red and Blue   | Numele său în limba engleză este un cuvânt telescopat de la „Venus” (referitoare la Dionaea muscipula) și „dinosaur”. |
| Charmander     | Hitokage               | 4                      | Foc       | Foc      | Charmeleon (#005)                 | Red and Blue   | Charmander este o creatură bipedală, asemănătoare cu o creatură ca o salamandră, cu o flacără la vârful cozii. Numele său englez este un cuvânt telescopat de la „char” și „salamander”. |
| Charmeleon     | Lizardo                | 5                      | Foc       | Foc      | Charizard (#006)                  | Red and Blue   | Charmeleon are un design aproape identic cu Charmander, deși este mai mare în statură. Numele său englez este un cuvânt telescopat de la „char” și „chameleon”. |
| Charizard      | Lizardon               | 6                      | Foc       | Zburător | Mega Evolution                    | Red and Blue   | Personajul jucat în Super Smash Bros. Brawl, precum și Super Smash Bros. for Nintendo 3DS and Wii U și Super Smash Bros. Ultimate. Numele său în engleză este un cuvânt telescopat de la "char" și "lizard". |
| Squirtle       | Zenigame               | 7                      | Apă       | Apă      | Wartortle (#008)                  | Red and Blue   | Personaj redat în Super Smash Bros. Brawl și "Super Smash Bros. Ultimate". Numele său englez este un cuvânt telescopat de la "squirt", "turtle". |
| Wartortle      | Kameil                 | 8                      | Apă       | Apă      | Blastoise (#009)                  | Red and Blue   | Numele său englez este un cuvânt telescopat de la "war", "tortoise" și "turtle". |
| Blastoise      | Kamex                  | 9                      | Apă       | Apă      | Mega Evolution                    | Red and Blue   | Numele englez este un cuvânt telescopat de la "blast" și "tortoise". |
| Caterpie       | Caterpie               | 10                     | Gândac    | Gândac   | Metapod (#011)                    | Red and Blue   | |
| Metapod        | Transel                | 11                     | Gândac    | Gândac   | Butterfree (#012)                 | Red and Blue   | Seamănă cu un cocon |
| Butterfree     | Butterfree             | 12                     | Gândac    | Zburător | Nu evoluează                      | Red and Blue   | |
| Weedle         | Beedle                 | 13                     | Gândac    | Otravă   | Kakuna (#014)                     | Red and Blue   | |
| Kakuna         | Cocoon                 | 14                     | Gândac    | Otravă   | Beedrill (#015)                   | Red and Blue   | De asemenea, seamănă cu un cocon |
| Beedrill       | Spear                  | 15                     | Gândac    | Otravă   | Mega Evolution                    | Red and Blue   | Roiuri de Beedrill în cuiburile lor sunt periculoase |
| Pidgey         | Poppo                  | 16                     | Normal    | Zburător | Pidgeotto (#017)                  | Red and Blue   | |
| Pidgeotto      | Pigeon                 | 17                     | Normal    | Zburător | Pidgeot (#018)                    | Red and Blue   | |
| Pidgeot        | Pigeot                 | 18                     | Normal    | Zburător | Mega Evolution                    | Red and Blue   | Antrenorilor le place Pidgeot din cauza frumuseții |
| Rattata        | Koratta                | 19                     | Normal    | Normal   | Raticate (#020)                   | Red and Blue   | Criticată "rozătoare împuțită" de GamesRadar și "gunoi" de Official Nintendo Magazine |
| Raticate       | Ratta                  | 20                     | Normal    | Normal   | Nu evoluează                      | Red and Blue   | |
| Spearow        | Onisuzume              | 21                     | Normal    | Zburător | Fearow (#022)                     | Red and Blue   | |
| Fearow         | Onidrill               | 22                     | Normal    | Zburător | Nu evoluează                      | Red and Blue   | |
| Ekans          | Arbo                   | 23                     | Otravă    | Otravă   | Arbok (#024)                      | Red and Blue   | |
| Arbok          | Arbok                  | 24                     | Otravă    | Otravă   | Nu evoluează                      | Red and Blue   | |
| Pikachu        | Pikachu                | 25                     | Electric  | Electric | Raichu (#026)                     | Red and Blue   | Mascot francizei Pokémon. De asemenea în fiecare joc Super Smash Bros. până acum. |
| Raichu         | Raichu                 | 26                     | Electric  | Electric | Nu evoluează                      | Red and Blue   | |
| Sandshrew      | Sand                   | 27                     | Pământ    | Pământ   | Sandslash (#028)                  | Red and Blue   | |
| Sandslash      | Sandpan                | 28                     | Pământ    | Pământ   | Nu evoluează                      | Red and Blue   | |
| Nidoran♀       | Nidoran♀               | 29                     | Otravă    | Otravă   | Nidorina (#030)                   | Red and Blue   | |
| Nidorina       | Nidorina               | 30                     | Otravă    | Otravă   | Nidoqueen (#031)                  | Red and Blue   | |
| Nidoqueen      | Nidoquen/Nidoqueen     | 31                     | Otravă    | Pământ   | Nu evoluează                      | Red and Blue   | |
| Nidoran♂       | Nidoran♂               | 32                     | Otravă    | Otravă   | Nidorino (#033)                   | Red and Blue   | |
| Nidorino       | Nidorino               | 33                     | Otravă    | Otravă   | Nidoking (#034)                   | Red and Blue   | |
| Nidoking       | Nidoking               | 34                     | Otravă    | Pământ   | Nu evoluează                      | Red and Blue   | |
| Clefairy       | Pippi                  | 35                     | Zână      | Zână     | Clefable (#036)                   | Red and Blue   | Inițial s-a propus să fie mascota comună a francizei "Pokémon" alături de Pikachu, dar a fost umbrită repede de popularitatea acestuia |
| Clefable       | Pixy                   | 36                     | Zână      | Zână     | Nu evoluează                      | Red and Blue   | |
| Vulpix         | Rokon                  | 37                     | Foc       | Foc      | Ninetales (#038)                  | Red and Blue   | |
| Ninetales      | Kyukon                 | 38                     | Foc       | Foc      | Nu evoluează                      | Red and Blue   | Design inspirat de vulpea cu nouă cozi din mitul din Asia de Est. |
| Jigglypuff     | Purin                  | 39                     | Normal    | Zână     | Wigglytuff (#040)                 | Red and Blue   | Jucabil în fiecare joc Super Smash Bros. până în prezent. |
| Wigglytuff     | Pukurin                | 40                     | Normal    | Zână     | Nu evoluează                      | Red and Blue   | |
| Zubat          | Zubat                  | 41                     | Otravă    | Zburător | Golbat (#042)                     | Red and Blue   | |
| Golbat         | Golbat                 | 42                     | Otravă    | Zburător | Crobat (#169)                     | Red and Blue   | |
| Oddish         | Nazonokusa             | 43                     | Iarbă     | Otravă   | Gloom (#044)                      | Red and Blue   | |
| Gloom          | Kusaihana              | 44                     | Iarbă     | Otravă   | Vileplume (#045) Bellossom (#182) | Red and Blue   | |
| Vileplume      | Ruffresia              | 45                     | Iarbă     | Otravă   | Nu evoluează                      | Red and Blue   | |
| Paras          | Paras                  | 46                     | Gândac    | Iarbă    | Parasect (#047)                   | Red and Blue   | |
| Parasect       | Parasect               | 47                     | Gândac    | Iarbă    | Nu evoluează                      | Red and Blue   | |
| Venonat        | Kongpang               | 48                     | Gândac    | Otravă   | Venomoth (#049)                   | Red and Blue   | |
| Venomoth       | Morphon                | 49                     | Gândac    | Otravă   | Nu evoluează                      | Red and Blue   | |
| Diglett        | Digda                  | 50                     | Pământ    | Pământ   | Dugtrio (#051)                    | Red and Blue   | Fermierii cresc Diglett în fermele lor pentru calitatea solului. |
| Dugtrio        | Dugtrio                | 51                     | Pământ    | Pământ   | Nu evoluează                      | Red and Blue   | |
| Meowth         | Nyarth                 | 52                     | Normal    | Normal   | Persian (#053)                    | Red and Blue   | Membru al echipei Rocket până în prezent. |
| Persian        | Persian                | 53                     | Normal    | Normal   | Nu evoluează                      | Red and Blue   | |
| Psyduck        | Koduck                 | 54                     | Apă       | Apă      | Golduck (#055)                    | Red and Blue   | |
| Golduck        | Golduck                | 55                     | Apă       | Apă      | Nu evoluează                      | Red and Blue   | |
| Mankey         | Mankey                 | 56                     | Luptător  | Luptător | Primeape (#057)                   | Red and Blue   | |
| Primeape       | Okoriziaru             | 57                     | Luptător  | Luptător | Nu evoluează                      | Red and Blue   | |
| Growlithe      | Gardie                 | 58                     | Foc       | Foc      | Arcanine (#059)                   | Red and Blue   | |
| Arcanine       | Windie                 | 59                     | Foc       | Foc      | Nu evoluează                      | Red and Blue   | Un Pokemon favorit al fanilor, Arcanine se numără printre cele mai puternice Pokemonuri non-legendare și a fost descris ca având „coama unui leu ... dungile unui tigru [și] viteza unei pantere”. |
| Poliwag        | Nyoromo                | 60                     | Apă       | Apă      | Poliwhirl (#061)                  | Red and Blue   | |
| Poliwhirl      | Nyorozo                | 61                     | Apă       | Apă      | Poliwrath (#062) Politoed (#186)  | Red and Blue   | Poliwhirl este printre cele mai comercializate Pokémon, being used in a line of chewable vitamins as well as a line of toothbrushes. |
| Poliwrath      | Nyorobon               | 62                     | Apă       | Luptător | Nu evoluează                      | Red and Blue   | |
| Abra           | Casey                  | 63                     | Psihic    | Psihic   | Kadabra (#064)                    | Red and Blue   | |
| Kadabra        | Yungerer               | 64                     | Psihic    | Psihic   | Alakazam (#065)                   | Red and Blue   | Kadabra a fost sursa diferitelor controverse. Simbolurile de pe corpul său au fost asociate cu cele folosite de Waffen-SS Germania Nazistă. În plus, în noiembrie 2000, magicianul israelian Uri Gellar a dat în judecată Nintendo, susținând că Kadabra întruchipează o alocare neautorizată a identității sale.                                                         |
| Alakazam       | Foodin                 | 65                     | Psihic    | Psihic   | Mega Evolution                    | Red and Blue   | |
| Machop         | Wanriky                | 66                     | Luptător  | Luptător | Machoke (#067)                    | Red and Blue   | |
| Machoke        | Goriky                 | 67                     | Luptător  | Luptător | Machamp (#068)                    | Red and Blue   | |
| Machamp        | Kairiky                | 68                     | Luptător  | Luptător | Nu evoluează                      | Red and Blue   | |
| Bellsprout     | Madatsubomi            | 69                     | Iarbă     | Otravă   | Weepinbell (#070)                 | Red and Blue   | |
| Weepinbell     | Utsudon                | 70                     | Iarbă     | Otravă   | Victreebel (#071)                 | Red and Blue   | |
| Victreebel     | Utsubot                | 71                     | Iarbă     | Otravă   | Nu evoluează                      | Red and Blue   | |
| Tentacool      | Menokurage             | 72                     | Apă       | Otravă   | Tentacruel (#073)                 | Red and Blue   | |
| Tentacruel     | Dokukurage             | 73                     | Apă       | Otravă   | Nu evoluează                      | Red and Blue   | |
| Geodude        | Ishitsubute/Isitsubute | 74                     | Rock      | Pământ   | Graveler (#075)                   | Red and Blue   | Uneori confundate cu pietre comune. |
| Graveler       | Golone                 | 75                     | Rock      | Pământ   | Golem (#076)                      | Red and Blue   | |
| Golem          | Golonya                | 76                     | Rock      | Pământ   | Nu evoluează                      | Red and Blue   | |
| Ponyta         | Ponyta                 | 77                     | Foc       | Foc      | Rapidash (#078)                   | Red and Blue   | |
| Rapidash       | Gallop                 | 78                     | Foc       | Foc      | Nu evoluează                      | Red and Blue   | Ca un Pokemon popular, Rapidash este considerat „universal atrăgător” fanilor Pokemon drăguț și rece, deopotrivă. |
| Slowpoke       | Yadon                  | 79                     | Apă       | Psihic   | Slowbro (#080) Slowking (#199)    | Red and Blue   | |
| Slowbro        | Yadoran                | 80                     | Apă       | Psihic   | Mega Evolution                    | Red and Blue   | În cazul în care prin corpul lui Shellders trece Otravă îl face și mai mult spațial decât era deja. |
| Magnemite      | Coil                   | 81                     | Electric  | Oțel     | Magneton (#082)                   | Red and Blue   | |
| Magneton       | Rarecoil               | 82                     | Electric  | Oțel     | Magnezone (#462)                  | Red and Blue   | |
| Farfetch'd     | Kamonegi               | 83                     | Normal    | Zburător | Nu evoluează                      | Red and Blue   | |
| Doduo          | Dodo                   | 84                     | Normal    | Zburător | Dodrio (#085)                     | Red and Blue   | |
| Dodrio         | Dodrio/Dodorio         | 85                     | Normal    | Zburător | Nu evoluează                      | Red and Blue   | |
| Seel           | Pawou                  | 86                     | Apă       | Apă      | Dewgong (#087)                    | Red and Blue   | |
| Dewgong        | Jugon                  | 87                     | Apă       | Gheață   | Nu evoluează                      | Red and Blue   | |
| Grimer         | Betbeter               | 88                     | Otravă    | Otravă   | Muk (#089)                        | Red and Blue   | |
| Muk            | Betbeton               | 89                     | Otravă    | Otravă   | Nu evoluează                      | Red and Blue   | |
| Shellder       | Shellder               | 90                     | Apă       | Apă      | Cloyster (#091)                   | Red and Blue   | |
| Cloyster       | Parshen                | 91                     | Apă       | Gheață   | Nu evoluează                      | Red and Blue   | |
| Gastly         | Ghos                   | 92                     | Fantomă   | Otravă   | Haunter (#093)                    | Red and Blue   | |
| Haunter        | Fantomă                | 93                     | Fantomă   | Otravă   | Gengar (#094)                     | Red and Blue   | |
| Gengar         | Gangar                 | 94                     | Fantomă   | Otravă   | Mega Evolution                    | Red and Blue   | Datorită designului său simplist și atrăgător, Gengar este Pokemon-ul favorit al lui Ken Sugimori de la lansarea lui X și Y. |
| Onix           | Iwark                  | 95                     | Rock      | Pământ   | Oțelix (#208)                     | Red and Blue   | Deși designul său a fost lăudat, criticii consideră că Onix este slab în comparație cu alte tipuri de rock din generația sa. |
| Drowzee        | Sleep/Sleepe           | 96                     | Psihic    | Psihic   | Hypno (#097)                      | Red and Blue   | |
| Hypno          | Sleeper                | 97                     | Psihic    | Psihic   | Nu evoluează                      | Red and Blue   | |
| Krabby         | Crab                   | 98                     | Apă       | Apă      | Kingler (#099)                    | Red and Blue   | |
| Kingler        | Kingler                | 99                     | Apă       | Apă      | Nu evoluează                      | Red and Blue   | |
| Voltorb        | Biriridama             | 100                    | Electric  | Electric | Electrode (#101)                  | Red and Blue   | |
| Electrode      | Marumine               | 101                    | Electric  | Electric | Nu evoluează                      | Red and Blue   | |
| Exeggcute      | Tamatama               | 102                    | Iarbă     | Psihic   | Exeggutor (#103)                  | Red and Blue   | |
| Exeggutor      | Nassy                  | 103                    | Iarbă     | Psihic   | Nu evoluează                      | Red and Blue   | Un Pokémon cocotier |
| Cubone         | Karakara               | 104                    | Pământ    | Pământ   | Marowak (#105)                    | Red and Blue   | |
| Marowak        | Garagara               | 105                    | Pământ    | Pământ   | Nu evoluează                      | Red and Blue   | |
| Hitmonlee      | Sawamular              | 106                    | Luptător  | Luptător | Nu evoluează                      | Red and Blue   | |
| Hitmonchan     | Ebiwalar               | 107                    | Luptător  | Luptător | Nu evoluează                      | Red and Blue   | |
| Lickitung      | Beroringa              | 108                    | Normal    | Normal   | Lickilicky (#463)                 | Red and Blue   | |
| Koffing        | Dogars                 | 109                    | Otravă    | Otravă   | Weezing (#110)                    | Red and Blue   | |
| Weezing        | Matadogas              | 110                    | Otravă    | Otravă   | Nu evoluează                      | Red and Blue   | |
| Rhyhorn        | Sihorn                 | 111                    | Pământ    | Rock     | Rhydon (#112)                     | Red and Blue   | |
| Rhydon         | Sidon                  | 112                    | Pământ    | Rock     | Rhyperior (#464)                  | Red and Blue   | Rhydon a fost primul Pokémon creat de Game Freak. |
| Chansey        | Lucky                  | 113                    | Normal    | Normal   | Blissey (#242)                    | Red and Blue   | |
| Tangela        | Monjara                | 114                    | Iarbă     | Iarbă    | Tangrowth (#465)                  | Red and Blue   | |
| Kangaskhan     | Garura                 | 115                    | Normal    | Normal   | Mega Evolution                    | Red and Blue   | |
| Horsea         | Tattu                  | 116                    | Apă       | Apă      | Seadrea (#117)                    | Red and Blue   | |
| Seadra         | Seadra                 | 117                    | Apă       | Apă      | Kingdra (#230)                    | Red and Blue   | |
| Goldeen        | Tosakinto              | 118                    | Apă       | Apă      | Seaking (#119)                    | Red and Blue   | |
| Seaking        | Azumao                 | 119                    | Apă       | Apă      | Nu evoluează                      | Red and Blue   | |
| Staryu         | Hitodeman              | 120                    | Apă       | Apă      | Starmie (#121)                    | Red and Blue   | |
| Starmie        | Starmie                | 121                    | Apă       | Psihic   | Nu evoluează                      | Red and Blue   | |
| Mr. Mime       | Barrierd               | 122                    | Psihic    | Zână     | Nu evoluează                      | Red and Blue   | |
| Scyther        | Strike                 | 123                    | Gândac    | Zburător | Scizor (#212)                     | Red and Blue   | IGN și GamesRadar au lăudat designul „cool” al lui Scythers. |
| Jynx           | Rougela                | 124                    | Gheață    | Psihic   | Nu evoluează                      | Red and Blue   | Jynx a dat naștere unor controverse, datorită aspectelor legate de designul său, care sunt asemănătoare cu aspectul negru, ceea ce duce jocul Freak pentru a schimba culoarea pielii sale de la negru la purpuriu. Atunci când Pokemon Yellow a fost relansat pe consola virtuală Nintendo 3DS, sprite-ul jocului Jynx a fost editat pentru a reflecta această schimbare. |
| Electabuzz     | Eleboo                 | 125                    | Electric  | Electric | Electivire (#466)                 | Red and Blue   | |
| Magmar         | Boober                 | 126                    | Foc       | Foc      | Magmortar (#467)                  | Red and Blue   | În timp ce Magmar a fost votat cel de-al optulea cel mai bun Pokemon de Foc de către cititorii oficiali ai Official Nintendo Magazine, GamesRadar și-a criticat designul de mai multe ori, observând că fruntea lui seamănă cu un fund. |
| Pinsir         | Kailios                | 127                    | Gândac    | Gândac   | Mega Evolution                    | Red and Blue   | |
| Tauros         | Kentauros              | 128                    | Normal    | Normal   | Nu evoluează                      | Red and Blue   | Acesta este dublat de Toshiyuki Morikawa în Pokemon X și Y - prezent. |
| Magikarp       | Koiking                | 129                    | Apă       | Apă      | Gyarados (#130)                   | Red and Blue   | Magikarp deține distincția de a fi în mare parte inutil în jocuri, până când evoluează în Gyarados superiorul. |
| Gyarados       | Gyarados               | 130                    | Apă       | Zburător | Mega Evolution                    | Red and Blue   | |
| Lapras         | Laplace                | 131                    | Apă       | Gheață   | Nu evoluează                      | Red and Blue   | |
| Ditto          | Metamon                | 132                    | Normal    | Normal   | Nu evoluează                      | Red and Blue   | Pokemon-ul preferat de Hideo Kojima, Ditto este capabil să se transforme în orice Pokémon pe care îl întâlnește. |
| Eevee          | Eievui                 | 133                    | Normal    | Normal   | Multiple                          | Red and Blue   | Eevee este adesea considerat printre cele mai „drăguți” Pokémoni din franciză. Din acest motiv, Eevee este prezentat pe diferite "mărfuri legate de" Pokémon ". |
| Vaporeon       | Showers                | 134                    | Apă       | Apă      | Nu evoluează                      | Red and Blue   | Dacă merge în apă, se va topi în apă. |
| Jolteon        | Thunders               | 135                    | Electric  | Electric | Nu evoluează                      | Red and Blue   | Jolteon și numele japonez romanizat Zapdos sunt aproape exact aceleași ca și celelalte, cu o ultimă diferență. |
| Flareon        | Booster                | 136                    | Foc       | Foc      | Nu evoluează                      | Red and Blue   | Flareon împărtășește numele categoriei sale cu Charmeleon, Charizard, Moltres și Infernape. Toți sunt cunoscuți ca Flacăra Pokémon |
| Porygon        | Porygon/Polygon        | 137                    | Normal    | Normal   | Porygon2 (#233)                   | Red and Blue   | Porygon a devenit notoriu pentru faptul că a fost prezentat într-un episod al anime care a provocat crize epileptice pe scară largă la spectatorii japonezi. Are abilitatea de a intra în spațiul cibernetic după voință. |
| Omanyte        | Omnite                 | 138                    | Piatră    | Apă      | Omastar (#139)                    | Red and Blue   | |
| Omastar        | Omstar                 | 139                    | Rock      | Apă      | Nu evoluează                      | Red and Blue   | |
| Kabuto         | Kabuto                 | 140                    | Rock      | Apă      | Kabutops (#141)                   | Red and Blue   | |
| Kabutops       | Kabutops               | 141                    | Rock      | Apă      | Nu evoluează                      | Red and Blue   | |
| Aerodactyl     | Ptera                  | 142                    | Rock      | Zburător | Mega Evolution                    | Red and Blue   | |
| Snorlax        | Kabigon                | 143                    | Normal    | Normal   | Nu evoluează                      | Red and Blue   | Este lipsită de griji în ceea ce privește totul și îi va permite copiilor să se joace pe burta largă în timp ce doarme toată ziua. |
| Articuno       | Freezer                | 144                    | Gheață    | Zburător | Nu evoluează                      | Red and Blue   | |
| Zapdos         | Thunder                | 145                    | Electric  | Zburător | Nu evoluează                      | Red and Blue   | Design inspirat de la Amerindieni din mitul thunderbird. |
| Moltres        | Foc                    | 146                    | Foc       | Zburător | Nu evoluează                      | Red and Blue   | Design inspirat de Pasărea de Foc a păgânismul slav. |
| Dratini        | Miniryu                | 147                    | Dragon    | Dragon   | Dragonair (#148)                  | Red and Blue   | |
| Dragonair      | Hakuryu                | 148                    | Dragon    | Dragon   | Dragonite (#149)                  | Red and Blue   | |
| Dragonite      | Kairyu                 | 149                    | Dragon    | Zburător | Nu evoluează                      | Red and Blue   | |
| Mewtwo         | Mewtwo                 | 150                    | Psihic    | Psihic   | Mega Evolution                    | Red and Blue   | |
| Mew            | Mew                    | 151                    | Psihic    | Psihic   | Nu evoluează                      | Red and Blue   | Disponibil numai prin evenimentele Nintendo. Inițial a fost un glitch, dar apoi a fost recunoscut și a fost transformat într-un Pokemon. |
| MissingNo.     | Unknown                | None                   | Bird      | Normal   | Nu evoluează                      | Red and Blue   | O excepție de manipulare speciilor, "Lipsește număr" a fost creată pentru a a fost creat pentru a face față încercărilor de accesare a speciilor Pokémon inexistente. Este considerat unul dintre cele mai renumite și mai populare jocuri din istoria jocurilor video.                                                                                                   |

### Forme Mega
| Nume englezesc   | Nume japonez     | Număr Pokédex Național | Tipuri    | Tipuri    | Evoluează în | Prima apariție                | Note |
| Nume englezesc   | Nume japonez     | Număr Pokédex Național | Principal | Secundar  | Evoluează în | Prima apariție                | Note |
| ---------------- | ---------------- | ---------------------- | --------- | --------- | ------------ | ----------------------------- | --- |
| Mega Venusaur    | Mega Fushigibana | 3                      | Iarbă     | Otravă    | Nu evoluează | X and Y                       | |
| Mega Charizard X | Mega Lizardon X  | 6                      | Foc       | Dragon    | Nu evoluează | X and Y                       | |
| Mega Charizard Y | Mega Lizardon Y  | 6                      | Foc       | Zburător  | Nu evoluează | X and Y                       | |
| Mega Blastoise   | Mega Kamex       | 9                      | Apă       | Apă       | Nu evoluează | X and Y                       | |
| Mega Beedrill    | Mega Spear       | 15                     | Gândac    | Otravă    | Nu evoluează | Omega Ruby and Alpha Sapphire | |
| Mega Pidgeot     | Mega Pigeot      | 18                     | Normal    | Zburător  | Nu evoluează | Omega Ruby și Alpha Sapphire  | |
| Mega Alakazam    | Mega Foodin      | 65                     | Psihic    | Psihic    | Nu evoluează | X and Y                       | |
| Mega Slowbro     | Mega Yadoran     | 80                     | Apă       | Psihic    | Nu evoluează | Omega Ruby și Alpha Sapphire  | |
| Mega Gengar      | Mega Gangar      | 94                     | Fantomă   | Otravă    | Nu evoluează | X and Y                       | |
| Mega Kangaskhan  | Mega Garura      | 115                    | Normal    | Normal    | Nu evoluează | X and Y                       | |
| Mega Pinsir      | Mega Kailios     | 127                    | Gândac    | Zburător  | Nu evoluează | Omega Ruby și Alpha Sapphire  | |
| Mega Gyarados    | Mega Gyarados    | 130                    | Apă       | Întuneric | Nu evoluează | X and Y                       | |
| Mega Aerodactyl  | Mega Ptera       | 142                    | Rock      | Zburător  | Nu evoluează | X and Y                       | |
| Mega Mewtwo X    | Mega Mewtwo X    | 150                    | Psihic    | Luptător  | Nu evoluează | X and Y                       | Mewtwo a primit două Mega Evolutions pentru X și Y din cauza dragostei Game Freak pentru creatură. Acestea au fost făcute exclusiv pentru a promova interacțiunea și tranzacționarea între jucători. |
| Mega Mewtwo Y    | Mega Mewtwo Y    | 150                    | Psihic    | Psihic    | Nu evoluează | X and Y                       | Mewtwo a primit două Mega Evolutions pentru X și Y din cauza dragostei Game Freak pentru creatură. Acestea au fost făcute exclusiv pentru a promova interacțiunea și tranzacționarea între jucători. |

### Forme Alola
Formele Alolan de generație I Pokémon au fost lansate doar în jocurile Pokémon Sun și Luna din 2016 și nu au apărut în niciun joc anterior.
| Nume englezesc | Nume japonez           | Număr Pokédex Național | Tipuri    | Tipuri    | Evoluează în     | Prima apariție | Note |
| Nume englezesc | Nume japonez           | Număr Pokédex Național | Principal | Secundar  | Evoluează în     | Prima apariție | Note |
| -------------- | ---------------------- | ---------------------- | --------- | --------- | ---------------- | -------------- | --- |
| Rattata        | Koratta                | 19                     | Întuneric | Normal    | Raticate (#020)  | Sun and Moon   | Forma nocturnă Alola de Rattata a fost introdusă în timpul unui Nintendo Direct pe 1 septembrie 2016. |
| Raticate       | Ratta                  | 20                     | Întuneric | Normal    | Nu evoluează     | Sun and Moon   | Totem Pokémon din procesul căpitanului Illima în Pokémon Moon. |
| Raichu         | Raichu                 | 26                     | Electric  | Psihic    | Nu evoluează     | Sun and Moon   | |
| Sandshrew      | Sand                   | 27                     | Gheață    | Oțel      | Sandslash (#028) | Sun and Moon   | Forma Alola Sandshrew și evoluția sa au fost proiectate pentru a se potrivi mai bine cu "mediul dur al munților de zăpadă" al lui Alola. |
| Sandslash      | Sandpan                | 28                     | Gheață    | Oțel      | Nu evoluează     | Sun and Moon   | |
| Vulpix         | Rokon                  | 37                     | Gheață    | Gheață    | Ninetales (#038) | Sun and Moon   | Formatul Alola Vulpix și evoluția sa au fost proiectate pentru a se potrivi mai bine cu "mediul dur al munților de zăpadă" al lui Alola. |
| Ninetales      | Kyukon                 | 38                     | Gheață    | Zână      | Nu evoluează     | Sun and Moon   | |
| Diglett        | Digda                  | 50                     | Pământ    | Oțel      | Dugtrio (#051)   | Sun and Moon   | |
| Dugtrio        | Dugtrio                | 51                     | Pământ    | Oțel      | Nu evoluează     | Sun and Moon   | Dacă-ți păstrezi părul auriu asemănător, e ghinion. |
| Meowth         | Nyarth                 | 52                     | Întuneric | Întuneric | Persian (#053)   | Sun and Moon   | Forma Alola a lui Meowth s-a dezvoltat după ce a fost crescută de familia regală a lui Alola. |
| Persian        | Persian                | 53                     | Întuneric | Întuneric | Nu evoluează     | Sun and Moon   | |
| Geodude        | Ishitsubute/Isitsubute | 74                     | Rock      | Electric  | Graveler (#075)  | Sun and Moon   | |
| Graveler       | Golone                 | 75                     | Rock      | Electric  | Golem (#076)     | Sun and Moon   | |
| Golem          | Golonya                | 76                     | Rock      | Electric  | Nu evoluează     | Sun and Moon   | |
| Grimer         | Betbeter               | 88                     | Otravă    | Întuneric | Muk (#089)       | Sun and Moon   | Forma Alola a lui Grimer și evoluția lui Muk sunt acoperite cu dungi colorate; Paste au declarat la dezvăluirea lor că Pokémonul purpuriu al nămolului arata ca și cum ar fi fost "îmbibați în bomboane de vată". |
| Muk            | Betbeton               | 89                     | Otravă    | Întuneric | Nu evoluează     | Sun and Moon   | |
| Exeggutor      | Nassy                  | 103                    | Iarbă     | Dragon    | Nu evoluează     | Sun and Moon   | Forma Alola a Exeggutorului este de 35 de picioare înălțime datorită luminii solare luminoasă a insulei fictive. Unul dintre "capetele" lui Pokémon a fost mutat în coadă pentru a "lua pe adversari în spate, care nu pot fi atinși de atacurile principalelor capete"." Forma a fost descrisă ca ridicolă și hilară de fani și critici. |
| Marowak        | Garagara               | 105                    | Foc       | Fantomă   | Nu evoluează     | Sun and Moon   | Totem Pokémon din procesul lui Kiawe în Ultra Sun și Ultra Moon . |